# Operation Jungle
Operation Jungle war ein Programm des britischen Auslandsnachrichtendienstes (MI6), das in der frühen Phase des Kalten Krieges von 1949 bis 1955 die geheime Einschleusung von Agenten nach Polen und in die baltischen Republiken der Sowjetunion zum Ziel hatte. Es handelte sich vor allem um polnische, estnische, litauische und lettische Exilanten, die im Vereinigten Königreich und in Schweden ausgebildet wurden und mit oppositionellen Gegnern der kommunistischen Regime zusammen arbeiten sollten. Die Operationen zur Verbringung über See wurden durch deutsche Besatzungen durchgeführt, die dem Deutschen Minenräumdienst (German Mine Sweeping Administration (GMSA)) unter Kommando der Royal Navy angehörten. Die von den US-Amerikanern finanzierte und geförderte Organisation Gehlen war ebenfalls beteiligt und versuchte, sowjetische Agenten abzuwerben („umzudrehen“). Der sowjetische Geheimdienst KGB konnte die Vorhaben jedoch erfolgreich vereiteln.

## Geschichte
Ende der 1940er Jahre baute der Auslandsgeheimdienst MI6 im Stadtteil Chelsea (London) ein Ausbildungszentrum für Agenten, die in den baltischen Sowjetrepubliken eingesetzt werden sollten. Die Operation erhielt den Decknamen „Jungle“ und wurde von Henry Carr, dem Leiter der Nordeuropaabteilung des MI6, und von Alexander McKibbin, Referatsleiter Baltikum, geleitet. Die Estland-Gruppe wurde von Alfons Rebane geführt, der als SS-Standartenführer während des deutschen Einmarsches der Waffen-SS angehört hatte, die Lettland Gruppe führte der frühere Offizier der Luftwaffe Rūdolfs Silarājs und die Litauen Gruppe führte der Geschichtsprofessor Stasys Žymantas.
Die aus der nachrichtendienstlichen Abteilung „Fremde Heere Ost“ hervorgegangene Organisation Gehlen warb in Westdeutschland ebenfalls Agenten aus Osteuropa an.
Die Agenten wurden unter der Tarnung des britischen Fischereischutzdienstes Ostsee („British Baltic Fishery Protection Service“ (BBFPS)) in ihre Einsatzgebiete transportiert. BBFPS operierte von der britischen Besatzungszone aus und nutze umgerüstete Schnellboote der Kriegsmarine aus dem Zweiten Weltkrieg. P5230 und P5208 hatten in Portsmouth einen stärkeren Antrieb unter gleichzeitiger Reduzierung des Gesamtgewichts erhalten. Unter Führung des früheren Schnellbootskommandanten Hans-Helmut Klose gingen aus dem Deutschen Minenräumdienst rekrutierte Besatzungen an Bord.

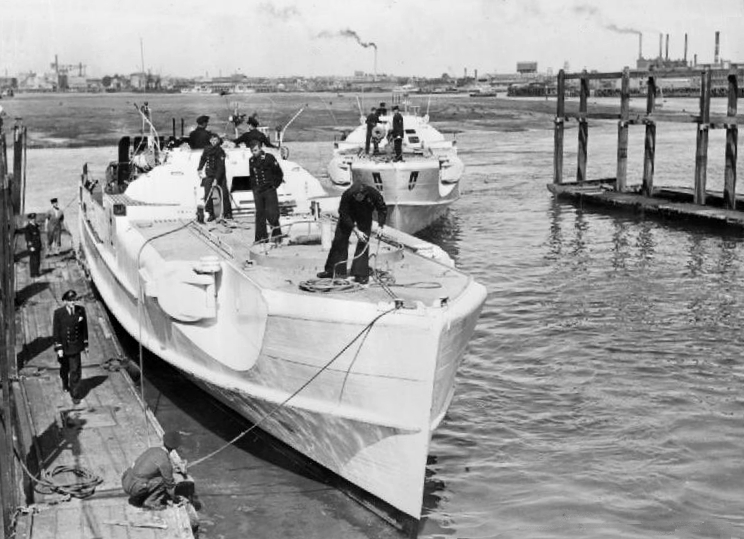
Vormals deutsche Schnellboote laufen 1945 in Gosport ein

Agenten wurden in Saaremaa (Estland), Ventspils (Lettland), Palanga (Litauen) und Ustka (Polen) angesetzt. Bei der Insel Bornholm (Dänemark) wurde die endgültige Einsatzfreigabe per Funk aus London empfangen, bevor die Schnellboote im Schutz der Dunkelheit in die sowjetischen Territorialgewässer einliefen. Kontaktgruppen an Land führten die Abholung (ggf. auch den Transfer zurückkehrender Agenten) mit Dingis aus.

## Phasen
Der erste Transport fand im Mai 1949 statt. 6 Agenten gingen in Kiel an Bord eines von Klose geführten Schnellboots mit deutscher Besatzung. Die an Bord befindlichen britischen Korvettenkapitäne (Lieutenant Commanders) Harvey-Jones und Shaw, übergaben das Kommando in Simrishamn, Südschweden, an schwedische Offiziere. Die Fahrt führte zunächst unter dem Landschutz der Insel Öland, dann auf östlichen Kursen nach Palanga, wo um ca. 22.30 Uhr der Treffpunkt erreicht wurde. 300 m vor dem Ufer gingen sechs Agenten mit einem Gummiboot von Bord. Das Schnellboot lief mit Zwischenaufenthalt in Simrishamn und Betankung im Hafen von Borkum zurück nach Gosport.
Nach dieser ersten erfolgreichen Operation führte MI6 einige weitere improvisierte Landungen mit Gummibooten durch. Zwei Agenten wurden am 1. November 1949 bei Ventspils abgesetzt; drei Agenten landeten am 12. April 1950 südlich von Ventspils und zwei Agenten im Dezembers des Jahres bei Palanga.
Gegen Jahresende 1950 schufen der britische Marinegeheimdienst und MI6 eine festere Struktur für die Einsätze. Klose führte nun eine ständige 14-köpfige Besatzung auf einem in Hamburg-Finkenwerder stationierten Schnellboot. Neben dem Absetzen von Agenten erhielten die Einsätze die weitere Aufgabe, im Gebiet zwischen Saaremaa und Rügen (DDR) elektronische Aufklärung (EloKa) zu betreiben. Zu diesem Zweck erhielt das Boot zusätzliche Treibstoffzellen, was die Reichweite steigerte. Ferner wurden weitere Antennen und US-amerikanische Anlagen für die Überwachung von Funkverkehr (COMINT und ELINT) eingebaut. In dieser Phase wurden in den Jahren 1951 und 1952 Transfers für 16 neu eingesetzte und 5 zurückkehrende Agenten durchgeführt.
Im August 1952 wurde ein zweites Schnellboot zur Unterstützung (Versorgung mit Treibstoff und Vorräten) eingesetzt. Es begleitet Klose bei Aufklärungsfahrten. Acht polnische Agenten wurden in dieser Phase vermittels auf See gestarteter Ballons abgesetzt.
In der letzten Phase (1954/55) wurden drei deutsche Schnellbootsneubauten der Silbermöwe-Klasse eingesetzt (Silbermöwe, Sturmmöwe und Wildschwan). Die Boote waren bei der Fr. Lürssen Werft in Bremen-Vegesack für den deutschen Seegrenzschutz gebaut. Unter dem Vorwand, sie seien schneller als die im Potsdamer Vertrag geregelte Obergrenze es vorsah, wurden sie von den britischen Behörden konfisziert und der Operation Jungle zur Verfügung gestellt. Im Februar 1955 kam es während einer Aufklärungsfahrt von Brüsterort nach Liepāja zu einem 15-minütigen Feuergefecht mit einem sowjetischen Patrouillenboot vor Klaipėda; Wildschwan wurde beschossen, konnte aber mit Höchstgeschwindigkeit ablaufen.

## Das Ende der Operation
Operation Jungle wurde schwer beeinträchtigt, nachdem die sowjetische Abwehr von den sog. „Cambridge Five“ (NKWD/KGB Geheimdienstnetz in MI5 und CIA) umfassend informiert worden war. Im Rahmen einer umfassenden Gegenoperation, genannt „Lursen-S“ (nach der Bauwerft der Schnellboote), inhaftierte oder töteten NKWD/KGB fast jeden der 42 baltischen Spione, die eingeschleust worden waren. Viele, die überlebten, infiltrierten und schwächten als Doppelagenten den antikommunistischen Widerstand in den baltischen Republiken.
MI6 setzte die Operation im Jahr 1955 aus; es war nicht mehr anzuzweifeln, dass „Jungle“ kompromittiert war.
Während Operation Jungle insgesamt als Fiasko bezeichnet werden muss, waren die Einsatzfahrten von H.-H. Klose erfolgreich.
Die Schnellboote wurden 1956 an die neu aufgestellte Marine der Bundeswehr übergeben.